# Le Vent (film, 1996)
Pour les articles homonymes, voir Le Vent.
Pour plus de détails, voir Fiche technique et Distribution.
Le Vent (Szél) est un film hongrois réalisé par Marcell Iványi, sorti en 1996.

## Fiche technique
- Titre : Le Vent
- Titre original : Szél
- Réalisation : Marcell Iványi
- Scénario : Marcell Iványi
- Photographie : Zsolt Haraszti
- Montage : Marcell Iványi
- Production : György Durst
- Société de production : Duna Televízió et Pioneer Productions
- Pays :  Hongrie
- Genre : Drame
- Durée : 6 minutes
- Dates de sortie : 
  -  Hongrie : 1996
  -  France : mai 1996 (festival de Cannes)

## Distribution
- Szilvia Czobor
- Ilona Somogyi
- Margit Gyovai

## Distinctions
Le film a reçu la Palme d'or du court métrage lors du festival de Cannes 1996.